# Paranacity
Paranacity, amtlich portugiesisch Município de Paranacity, ist eine brasilianische Gemeinde im Bundesstaat Paraná. Es liegt auf dem Terceiro Planalto Paranaense, dem dritten paranaischen Hochplateau, am östlichen Rand der heute als Norte Novissimo bekannten Siedlungsregion. Es hat 9.557 Einwohner (2022), die Paranacitenser genannt werden und auf einer Gemeindefläche von rund 348,6 km² leben. Sie steht an 201. Stelle der 399 Munizipien des Bundesstaats und liegt 514 km von der Hauptstadt Curitiba entfernt.

## Etymologie
Die Landerschließungsgesellschaft Companhia Melhoramentos Norte do Paraná gab dem neuen Ort den Namen Paranacity. Der Name wurde zu Ehren eines ihrer Gesellschafter ausgesucht, der US-amerikanischer Nationalität war. Der Name bedeutet Stadt von Paraná.

## Geschichte
Die Gemeinde entstand aus einer Siedlung der Imobiliária Progresso Limitada, die ihren Sitz in der Stadt Apucarana hat. Diese bot 1940 nach Vermessung und Abgrenzung 6400 Baugrundstücke und  200 Bauernhöfe zum Verkauf an. Die ersten Gebäude wurden von der Gesellschaft selbst errichtet. Im Jahre 1951 hatte das Patrimonio bereits einen regen Handel. Die gute Qualität des Bodens zog jeden Tag mehr Familien an. Es entstanden die ersten landwirtschaftlichen Grundstücke.
Am 10. Februar 1953 wurde das Patrimônio zum Verwaltungsbezirk von Nova Esperança erhoben. Am 26. November 1954 wurde es mit dem Staatsgesetz Nr. 253 von Nova Esperança abgetrennt und zum Munizip erhoben. Seine förmliche Einrichtung erfolgte am 4. Dezember 1955 mit der Amtseinführung des ersten gewählten Bürgermeisters.
Durch das Gemeindegesetz Nr. 106 vom 13. Juli 1955 wurde der Bezirk Inajá geschaffen, der aus Paranapoema ausgegliedert und der Gemeinde Paranacity angegliedert wurde.
In der territorialen Gliederung vom 1. Juli 1960 bestand das Munizip aus den drei Bezirken Paranacity, Inajá und Paranapoema. Durch das Staatsgesetz Nr. 4338 vom 25. Januar 1961 wurde Inajá als neues Munizip aus Paranacity herausgelöst. Durch das Gemeindegesetz Nr. 99 vom 2. November 1960 wurde der Bezirk Jardim Olinda geschaffen. Vier Jahre später wurden mit dem Staatsgesetz Nr. 4844 vom 6. März 1964 die Bezirke Jardim Olinda und Paranapoema als neue Munizipien herausgelöst.

## Geographie

### Vegetation und Klima
Das Biom ist Mata Atlântica. Der Boden ist fruchtbare Terra Roxa. Die Gemeinde hat tropisch gemäßigtes Klima, Cfb nach der Klimaklassifikation nach Köppen und Geiger.

### Gewässer
Die westliche Grenze bildet der Ribeirão São Francisco, der weiter nördlich in den Rio Paranapanema mündet.

### Straßen
Über die PR-464 gelangt man in Richtung Norden nach Inajá und Jardim Olinda am Paranapanema. Die PR-463 führt über Cruzeiro do Sul nach Nova Esperança und hat dort Anschluss an die Rodovia do Café. 
Durch Paranacity verlief seit vorkolumbischen Zeiten eine Nebenstrecke des Peabiru-Wegs vom Atlantik nach Peru. Diese ging vom Mittellauf des Paranapanema bei Jardim Olinda in südwestlicher Richtung nach Santa Catarina und durchquerte das Gebiet von Paranacity. Nach der Zerstörung der Reduktionen, die die Jesuiten am Paranapanema zum Schutz der Ureinwohner eingerichtet hatten, geriet der Weg in Vergessenheit.

### Nachbarmunizipien
| Inajá             | Paranapoema                                 | Colorado |
| São João do Caiuá | Kompassrose, die auf Nachbargemeinden zeigt |          |
|                   | Cruzeiro do Sul                             | Lobato   |

## Bevölkerungsentwicklung
| Jahr | Einwohner | Stadt | Land   |
| ---- | --------- | ----- | ------ |
| 1960 | 23.729    | 3.816 | 19.913 |
| 1970 | 11.642    | 3.023 | 8.619  |
| 1980 | 8.312     | 3.673 | 4.639  |
| 1991 | 8.528     | 5.087 | 3.441  |
| 2000 | 9.109     | 7.326 | 1.783  |
| 2010 | 10.256    | 9.475 | 781    |
| 2022 | 9.557     |       |        |

Quelle: IBGE (2011) und Volkszählung 2022

## Ethnische Zusammensetzung
Ethnische Gruppen nach der statistischen Einteilung des IBGE:
| Gruppe      | Anteil 2000 | Anteil 2010 | Anmerkung                        |
| ----------- | ----------- | ----------- | -------------------------------- |
| Brancos     | 4.008       | ▲ 4.759     | Weiße, Nachfahren von Europäern  |
| Pardos      | 4.331       | ▲ 4.664     | Mischrassige, Mulatten, Mestizen |
| Pretos      | 566         | ▲ 687       | Schwarze                         |
| Amarelos    | 163         | ▼ 134       | Asiaten                          |
| Indígenas   | 32          | ▼ 5         | indigene Bevölkerung             |
| ohne Angabe | 8           | –           |                                  |

## Persönlichkeiten
- Jessica May (* 1993 in Paranacity), brasilianisch-türkische Schauspielerin und Model